# Panzerkampfwagen II
Der Panzerkampfwagen II (auch PzKpfw II, Panzer II oder Sd.Kfz 121) war ein leichter Panzer der Wehrmacht, der Mitte der 1930er Jahre von MAN entwickelt worden war. Das 1934 eigentlich nur als Übergangslösung konzipierte Fahrzeug stellte zu Beginn des Zweiten Weltkrieges das Rückgrat der Panzerdivisionen des Heeres dar. Als Kampffahrzeug aufgrund der leichten Panzerung und 2-cm-Hauptbewaffnung nur eingeschränkt verwendbar, wurde der Typ bis 1943 nach und nach ausgemustert, jedoch war sein Chassis als Grundlage für zahlreiche Selbstfahrlafetten bis zum Kriegsende in Gebrauch. Von 1935 bis Ende 1942 wurden rund 1900 Panzer II hergestellt.

## Entwicklung

### Hintergrund
Das Allgemeine Wehramt (AHA), welches für die Ausrüstung der deutschen Streitkräfte zuständig war und die langfristigen Ausrüstungsziele durch Produktionsaufträge an die Industrie verfolgte, stellte zu Beginn der 1930er-Jahre fest, dass die Entwicklung und Produktion der für die Ausstattung der künftigen Panzerverbände vorgesehenen zwei Haupttypen Zugführerwagen, der spätere Panzer III, und Begleitwagen, der spätere Panzer IV, länger als angenommen dauern würde. Daraufhin wurde vom AHA am 21. Januar 1934 das Heereswaffenamt (HWA) angewiesen, neben dem entwickelten „Kleintraktor“/MG-Kampfwagen, den Panzer I, einen „verstärkten Kleintraktor 6 to“, mit der Tarnbezeichnung Landwirtschaftlicher Schlepper 100 (La.S.100) mit einem stärkeren Motor (100 PS) und einer stärkeren Bewaffnung, dem 2-cm-M.G. C/30 und einem Maschinengewehr 34, entwickeln zu lassen.
Die zuständige Fachabteilung des HWA, WaPrüf 6, entschied sich dafür, den zuvor eingeschlagenen Weg weiterzugehen und auf den Erfahrungen von Krupp aufzubauen, so dass für die Entwicklung des Fahrgestells wiederum Krupp gewählt wurde. Hierzu gab es am 24. Februar 1934 ein Treffen von Vertretern des AHA, des HWA und einem Herrn Hagelloch von Krupp, bei dem Krupp zusagte, bis Ende März Zeichnungen eines Konzeptes zu liefern. Beim Aufbau wurde wiederum, wie beim Panzer I, Daimler-Benz mit der Entwicklung betraut. Krupp stellte die Lieferung eines kompletten Prototyps mit Aufbau und Turm für Ende des Jahres 1934 in Aussicht, wenn das HWA unmittelbar einen Auftrag erteile.

### Frühe Entwicklungsphase
Das Waffenamt entschied sich, mehrere Firmen am Projekt zu beteiligen. So wurden die Firmen Henschel und MAN ebenfalls über das Projekt informiert. Im Sommer 1934 gab es verschiedene Besprechungen und es wurden von Mitarbeitern des HWA die Entwicklungsabteilungen der Unternehmen über die Zielsetzung und Erfordernisse des Projektes informiert.
Wichtig war dem Heereswaffenamt eine kurzfristige Lieferung und der bestmögliche Entwurf in dieser kurzen Zeit, so dass man durch die Entwicklungsaufträge an die unterschiedlichen Firmen auf verschiedene Lösungen hoffte, aus denen man die besten Entwurfsbestandteile kombinierten wollte.
Es wurden an folgende Unternehmen Entwicklungsaufträge vergeben:
- Krupp, Essen – Besprechung zur Dringlichkeit der Entwicklung am 12. Juli 1934
- MAN, Nürnberg – Telefonnotiz zur Beauftragung vom 18. Juni 1934
- Henschel, Kassel – Auftrag erhalten am 5. Juli 1934

Aus den Berichten der WaPrüf 6 geht hervor, dass im Februar 1935 ein erstes Versuchsfahrgestell komplettiert wurde. Während des Sommers 1935 wurden zwei Versuchsfahrgestelle von Krupp und zwei von Henschel (Juli/August) erprobt. Aufgrund der folgenden Ereignisse muss auch MAN zumindest ein Versuchsfahrgestell zur Erprobung gegeben haben. Dieses Fahrzeug ist als komplettes Fahrzeug mit Aufbau auch fotografisch belegt.
Nach der Erprobung in der Versuchsstelle für Kraftfahrt in Kummersdorf wurde der MAN-Entwurf gewählt und MAN als maßgebliche Firma für das Fahrgestell bestimmt. Das Fahrzeug erhielt nun die Bezeichnung Panzerkampfwagen II (2 cm) (Sd.Kfz. 121). Für den Nachbau wurden hauptsächlich Famo in Breslau, Wegmann in Kassel und MIAG in Braunschweig bestimmt.

### Kleinserien
Bei einer Besprechung im April 1934 nahmen Verantwortliche des Heereswaffenamtes und des Wehramtes dazu Stellung, warum für die Panzerkampfwagen II nicht bereits nach der Entwicklung große Aufträge erteilt wurden. Man betrachtete auch nach der Prototypenerprobung den Panzertyp noch als experimentelles Modell und wollte es über die kleinen Serien kontinuierlich weiterentwickeln, so sollten die Erkenntnisse aus der 0-Serie in die zweite Serie einfließen und die aus der ersten Serie in die dritte Serie und so weiter. Den beiden Ämtern war klar, dass es sich beim Panzer I und Panzer II nicht um die von der neuen Panzertruppe gewünschten Typen handelte, doch wurde die Fertigung der leichten Panzertypen als für den Aufbau und die Motivation einer künftigen leistungsfähigen Rüstungsindustrie gesehen. Auch war die Produktion erforderlich, um Ingenieure und Facharbeiter auszubilden und beschäftigt zu halten, damit diese künftig für die Fertigung der größeren Panzertypen zur Verfügung standen.

#### Ausführung a/1, a/2 und a/3 (1./La.S.100)
Die ersten Fahrzeuge der Kleinserien waren die Ausführungen „a“, von denen drei kleine Serien zu je 25 Fahrzeugen gefertigt wurden. Die Abstammung vom Panzerkampfwagen I und die Nähe zu den konventionellen am Carden-Loyd-Fahrwerk orientierten Fahrwerkslösungen sind bei diesen Fahrzeugen offensichtlich. Kleine Laufrollen-Paare, die jeweils über eine Federung verfügen und durch einen Querträger nach außen verstärkt sind. In der Ausführung a/1 wurden bei den ersten zehn Fahrzeugen eine gummierte Umlenkrolle, kleinere Lauf- und Stützrollen für die Kgs-67-280/90-Kette verwendet. Die Kette wurde später gegen eine Kgs-67- 300/90, die 2 cm breiter war, ausgetauscht, was auch einen Austausch der Lauf- und Stützrollen mit sich brachte. Die Fahrzeuge wogen 7,2 Tonnen, hatten einen Sechszylinder-Ottomotor von Maybach mit 130 PS und noch ein Vorgelegegetriebe ohne Untersetzung. Bei den im selben Jahr (1935) produzierten 25 Stück der Ausführung a/2 wurden Verbesserungen im Motorraum und an der Kühlanlage vorgenommen. Die letzte Variante dieser Kleinserien waren 25 Stück der Ausführung a/3, bei denen Änderungen im Bereich der Kühlung, Ketten und Aufhängung vorgenommen wurden. Die Fahrzeuge wurden von Mai 1936 bis Februar 1937 von MAN und Daimler-Benz gefertigt.

#### Ausführung b (2./La.S.100 und Teil 2./La.S.100 (Restauftrag))
Da die Motorleistung als nicht ausreichend erachtet wurde, kam bei der Ausführung b ein 140-PS-Maybach-Motor zum Einbau. Die 100 Fahrzeuge dieser Serie hatten ein neues Untersetzungsgetriebe und die endgültigen Gleisketten der Panzer-II-Baureihe. Das Gewicht erhöhte sich auf 7,9 Tonnen.

#### Ausführung c (3./La.S.100 (Neuauftrag))
Die 1937 erschienene Ausführung c hatte mit fünf an Viertelfedern aufgehängten Laufrollen das endgültige Panzer-II-Laufwerk. Mit den 75 Fahrzeugen dieser Ausführung endete die Entwicklung und die Serienproduktion wurde aufgenommen.

### Serienproduktion
Den Auftakt der Serienproduktion bildete 1937 die von MAN hergestellte Ausführung A mit dem ersten Fahrzeug mit der Fahrgestellnummer 23001, darauf folgten die nur geringfügig veränderten Ausführungen B und C. Später wurde der Entwurf stärker an die Erfordernisse der Panzertruppe angepasst und die Erfahrungen flossen in die Ausführung F ein. Insgesamt wurden 1467 auf dem Entwurf La.S.100 basierende 2-cm-Kampfpanzer gebaut, wobei neben den bereits genannten fünf Herstellern noch Ursus, Alkett und Henschel beteiligt waren.

#### Ausführung A (4./La.S.100)
Produktion von 210 Fahrzeugen
Mit der Ausführung A wurde das Schaltgetriebe SSG 46 als Serienausstattung übernommen. Die Bodenventile wurden verlegt und vergrößert, der Kühler erhielt einen Ablauf und die Feuerschutzwand eine Wartungsluke. Betreffend der Kraftstoffversorgung und Motorschmierung wurden der Durchmesser der Kraftstoffleitung auf 8 mm geändert und Kraftstoffpumpe, Ölfilter sowie Ölkühler neu platziert. Hinzu kam eine vereinfachte Schmierung des Lenkgetriebe. Das elektrische System wurde entstört, da es Probleme mit dem Empfang von Ultrakurzwellen-Signalen für die Funkanlage gab.
Äußerliches Merkmal war die Änderung der Schutzklappe bei der Fahrersehluke von einer flachen Platte zu einer V-förmigen Klappe mit Sehschlitz auf der Vorderkante. Neu war auch der Sehschlitz in der Klappe für den Funker in der Oberwanne.
Im Verlauf der Serie wurden die später bei vielen Fahrzeugen üblichen geschossabweisenden Schutzleisten auf der Abdeckplatte der Oberwanne eingeführt. Am Ende der Serie kam eine Zugstrebe unterhalb der Anhängerkupplung dazu, welche die Spannungskräfte die auf die freitragende Wanne wirkten, reduzieren und damit Rissbildungen verhindern sollte.

#### Ausführung B (5./ und 6./La.S.100)
Produktion von 384 Fahrzeugen, wobei 58 Fahrzeuge mit dem zusätzlichen Vertrag 6./La.S.100 gefertigt wurden.
Die Fertigung der Ausführung B begann ohne Änderungen zur späten Ausführung A. Während der Fertigung wurden folgende Verbesserungen eingeführt: Geschossabweisende vertikale Leisten vor den seitlichen Sehklappen im Aufbau, spät in der Serie neue Sehklappen mit 50-mm-Schutzglas hinter dem Sehschlitz zum Schutz vor Geschossen und Splittern, erkennbar an zwei konischen Bolzen über und unter der Sehklappe. Letztlich wurde eine vergrößerte Sehklappe ohne Bolzen für zusatzgepanzerte Fahrzeuge eingeführt.
Die Zugstrebe unterhalb der Anhängerkupplung wurde auch bei einigen Fahrzeugen der Ausführung B verwendet und diente auch hier dazu, die Spannungskräfte auf die freitragende Wanne zu reduzieren, und damit Rissbildungen verhindern sollte.
Am 12. Februar 1938 kam die Anweisung des Wa Prü 6, dass der Fliegerauslegearm bei allen Fahrzeugen vom Typ La.S. 100 entfallen dürfte, montierte Auslegearme dürften bleiben.

#### Ausführung C (7./La.S.100)
Produktion von 364 Fahrzeugen

Die Verzögerung der Serienfertigung des Panzerkampfwagen III wurde für die Fertigung zusätzlicher Panzerkampfwagen II genutzt. Bei Beginn der Serie 7./La.S.100 waren die mit Schutzglas versehenen Sehklappen serienmäßig hinter der Luke an der Innenseite der Panzerwand stehend befestigt. Durch die Einführung des Turm-Ziel-Fernrohr 4 (T.Z.F. 4) wurde die Zieloptik auf eine Reichweite von 1.200 m verbessert.

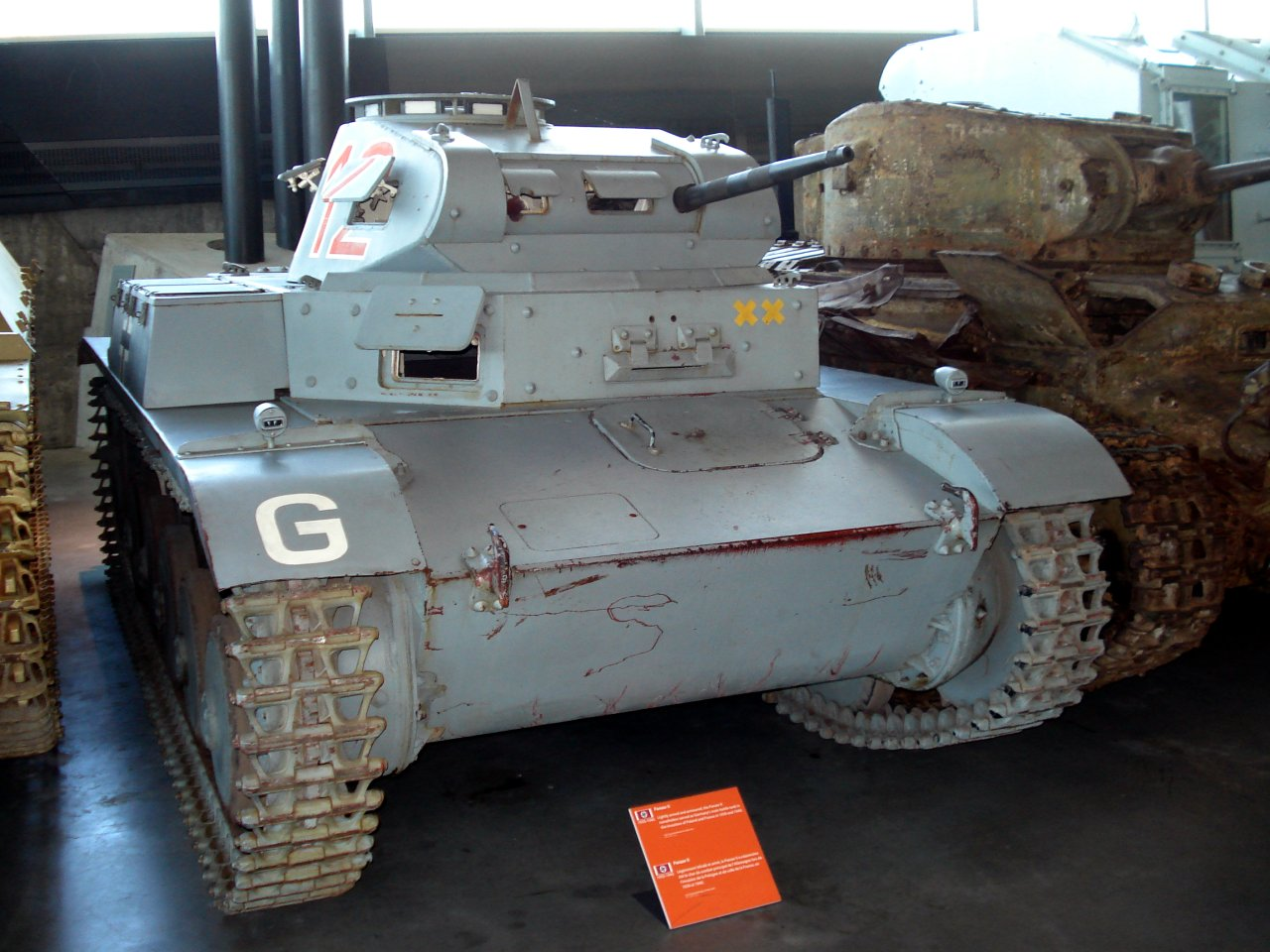
Panzer II Ausf. C im Canadian War Museum in Ottawa, Ontario.

#### Ausführung F (9./LaS 100)

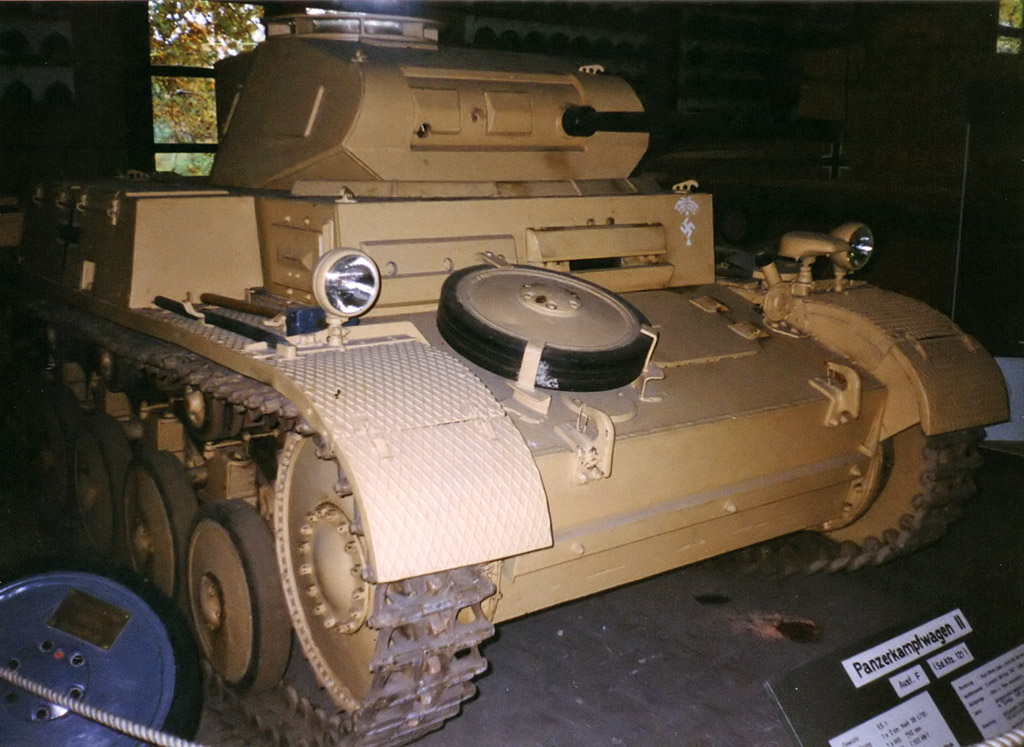
Eine „Ausf. F“ mit verstärkter Panzerung und Blindvisier

Produktion von etwa 389 Fahrzeugen bei URSUS und 120 Fahrzeugen bei FAMO.
Schon zu Beginn des Jahres 1939 war die 9. Serie des La.S.100 mit einer Menge von 404 Fahrzeugen bei Alkett bestellt worden. Es war geplant, dass die ersten Fahrzeuge dieser Serie im Mai 1940 fertig gestellt werden sollten. Am 7. März teilet die Wa J Rue mit, dass die neue Serie zwei grundlegende Änderungen erfahren sollte. Die Frontpanzerung sollte aufgrund der Kampferfahrungen verstärkt werden und die Panzerkommandanten sollten durch die Verwendung von Winkelspiegeloptiken in der neuen Serie besser geschützt werden. Wieder zurückgehend auf das Chassis der Ausführungen A-C wurden die Änderungen bis Juni 1940  als „Ausführung F“ zu einem neuen Entwurf ausgearbeitet, bei welchem die Frontpanzerung der Wanne auf 35 mm, die Frontpanzerung des Turmes auf 30 mm und die Seitenpanzerung auf 20 mm verstärkt wurden. 
Die nun gerade Frontpanzerplatte im Aufbau erhielt in dieser Ausführung die 30-mm-Fahrersehklappe des Panzerkampfwagen III Ausf. E und auf der linken Seite eine Fahrersehluken-Attrappe aus gegossenem Aluminium, die verhindern sollte, dass der Fahrerplatz sofort eindeutig erkennbar war.
Fahrzeuge der F-Serie erhielten ab Werk am Fahrzeugheck eine gepanzerte Nebelkerzen-Abwurfvorrichtung, einen kleineren Auspufftopf mit einem gelochten Schutzblech und den neuen rechteckigen Panzeraufbau. Die weiteren Änderungen bestanden in einer neuen kegelförmigen Umlenkrolle, die nach Beginn der Fertigung im März 1941 bei Ursus eingeführt wurde.  
Die für den südlichen insbesondere nordafrikanischen Kriegsschauplatz vorgesehenen Fahrzeuge wurden ab Februar 1941, wie schon die Panzer II Ausf. A-C der Panzer-Regimenter 5 und 8, durch Änderungen an Luftein- und Luftauslass für die Kühlanlage auf dem Heckpanzer „tropenfähig“ gemacht. Ab dem 7. Mai 1941 wurden durch die In 6 (Inspektion 6) auch Gepäckkästen und ein Kettenwerkzeugkasten für alle Panzerkampfwagen II als Nachrüstung angewiesen.
Nach einer Sonderausschuß-Sitzung am 19. September 1940 wurden die Fertigungsaufträge an FAMO in Breslau und FAMO-Ursus in Warschau übertragen und zwischen März 1941 und Juli 1942 wurden dort 509 Fahrzeuge hergestellt. Die Anweisung zur Produktionseinstellung stellte den Abschluss der regulären Serienfertigung des Kampfpanzers II mit der 2-cm-KwK dar, mit der Allgemeinen-Heeres-Mitteilung vom 21. August 1942 wurde eine Anpassung einiger Kriegsstärkenachweise vorgenommen, die nunmehr keine Panzer II mehr erforderten. Die Kosten für den Bau des Panzers beliefen sich ohne Bewaffnung und Funkgeräte auf 50.000 Reichsmark.

### Einsatz

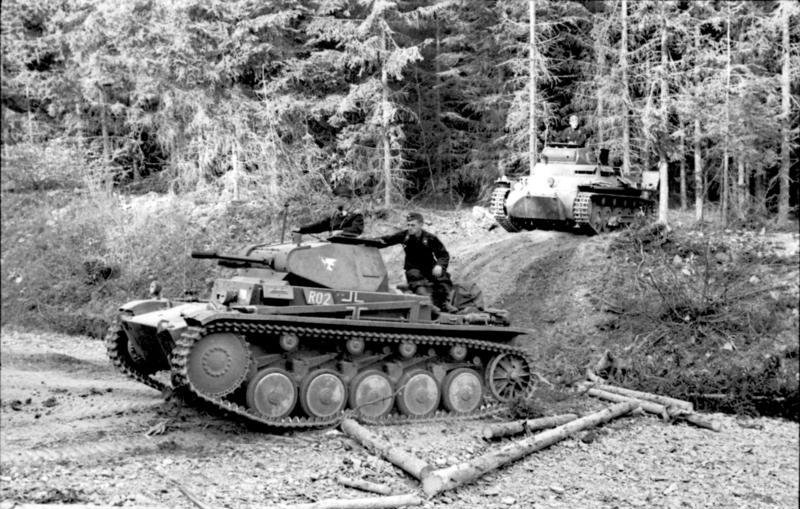
Die kampfschwachen Pz II trugen die Hauptlast der Gefechte in Polen und Frankreich

Vor Beginn des Zweiten Weltkrieges bemühte sich die deutsche Rüstungsindustrie um die Produktion großer Mengen an Panzerkampfwagen, doch es fehlten bei Kriegsbeginn mittlere und schwere Panzer. In einem Bericht am 9. Januar 1936 forderte der Generalstabschef des Heeres, General Ludwig Beck, von AHA und HWA alle deutschen Panzerkampfwagen mit panzerbrechenden Waffen (gemeint dürften 3,7-cm-KwK gewesen sein) auszurüsten. Das AHA, unter der Leitung von Generalmajor Friedrich Fromm, stellte sich ausdrücklich auf den von Fromm postulierten Standpunkt, dass Panzer die Infanterie zu unterstützen haben und lebende Ziele zu bekämpfen haben. Das AHA hielt das Gefecht Panzer gegen Panzer für sehr unwahrscheinlich. Dies erklärt den starken Fokus, den die beiden deutschen Ämter in den vorherigen Jahren auf die Entwicklung der beiden leichten Panzertypen Panzer I und Panzer II gelegt hatten. Am 11. Februar 1936 entschied Generalmajor Werner von Fritsch, der neue Oberbefehlshaber des Heeres, im Sinne von General Beck.
Die Erfahrungen des Krieges in Spanien und des Sowjetisch-Finnischen Krieges in den Folgejahren bestätigten diese Einschätzung, doch noch bildeten die Panzer I und Panzer II die Masse der Panzerkampfwagen in den deutschen Verbänden.
Allerdings gelang es der deutschen Rüstungsindustrie bis zum Ausbruch des Zweiten Weltkrieges nicht, die entsprechend dieser Entscheidung gewünschten Panzertypen Panzer III und Panzer IV in ausreichender Stückzahl zur Verfügung zu stellen. So stellte in den ersten beiden Jahren des Krieges der als zuverlässig geltende Panzer II mit knapp 1100 einsatzfähigen Fahrzeugen das Rückgrat der deutschen Panzerwaffe.
Im Jahr 1939/40 lag der Sollbestand einer Panzerdivision, die insgesamt über 300 Kampfwagen verfügte, bei 160 Fahrzeugen dieses Typs. Bei der nächsten Umstrukturierung im Jahre 1940/41 wurde das Fahrzeug nicht mehr als Kampfpanzer, sondern als Aufklärungspanzer geführt. Aufgrund der gleichzeitigen Reduzierung waren bei einem Sollbestand von nunmehr 200 Panzern pro Division nur noch 65 Fahrzeuge vom Typ Panzer II. Im Jahre 1942 waren für einen Soll-Bestand von insgesamt 164 Panzern nur noch 28 Panzer II vorgesehen. Im Jahr darauf wurde der Typ endgültig aus der Sollgliederung herausgenommen.

#### Fall Gelb – Westfeldzug 1940
Zu Beginn des Westfeldzuges standen den dort eingesetzten Divisionen 955 Panzer II zur Verfügung.

#### Unternehmen Barbarossa – Angriff auf die Sowjetunion 1941
Der Bestand zu Beginn des Krieges gegen die Sowjetunion im Juni 1941 betrug knapp 1200 Fahrzeuge; im Mai des darauffolgenden Jahres sank diese Zahl auf 860 Fahrzeuge. Der Panzer II trug die Hauptlast der Gefechte in Polen und Frankreich und es zeigte sich relativ rasch, dass er wie sein Vorgänger zu schwach bewaffnet und gepanzert war und eigentlich nur als Behelfspanzer angesehen werden konnte. Lediglich im Straßenkampf bot er wegen seiner geringen Größe noch Vorteile.
Des Weiteren wurden Panzer II bei der Partisanenbekämpfung verwendet.
Die Totalverluste können wie folgt beziffert werden:
- 1939: 83 Stück
- 1940: 240 Stück
- 1941: 460 Stück

Bis zum April 1942 waren insgesamt 921 Panzer II als Totalverluste zu verzeichnen.

#### Sonderverwendung
Eine Sonderverwendung folgte 1944. Für drei Heeres-Sturmartillerie-Brigaden wurden sogenannte Panzer-Begleit-Batterien mit je 14 Panzer II zum Nahschutz aufgestellt und der Generalinspektor der Panzertruppe stellte dafür 50 alte Panzer II zur Verfügung. Diese waren von Mai bis November 1944 im Einsatz, aber zu diesem Zeitpunkt waren die meisten mechanisch oder durch feindliches Feuer ausgefallen.

## Versionen

### Weiterentwicklung

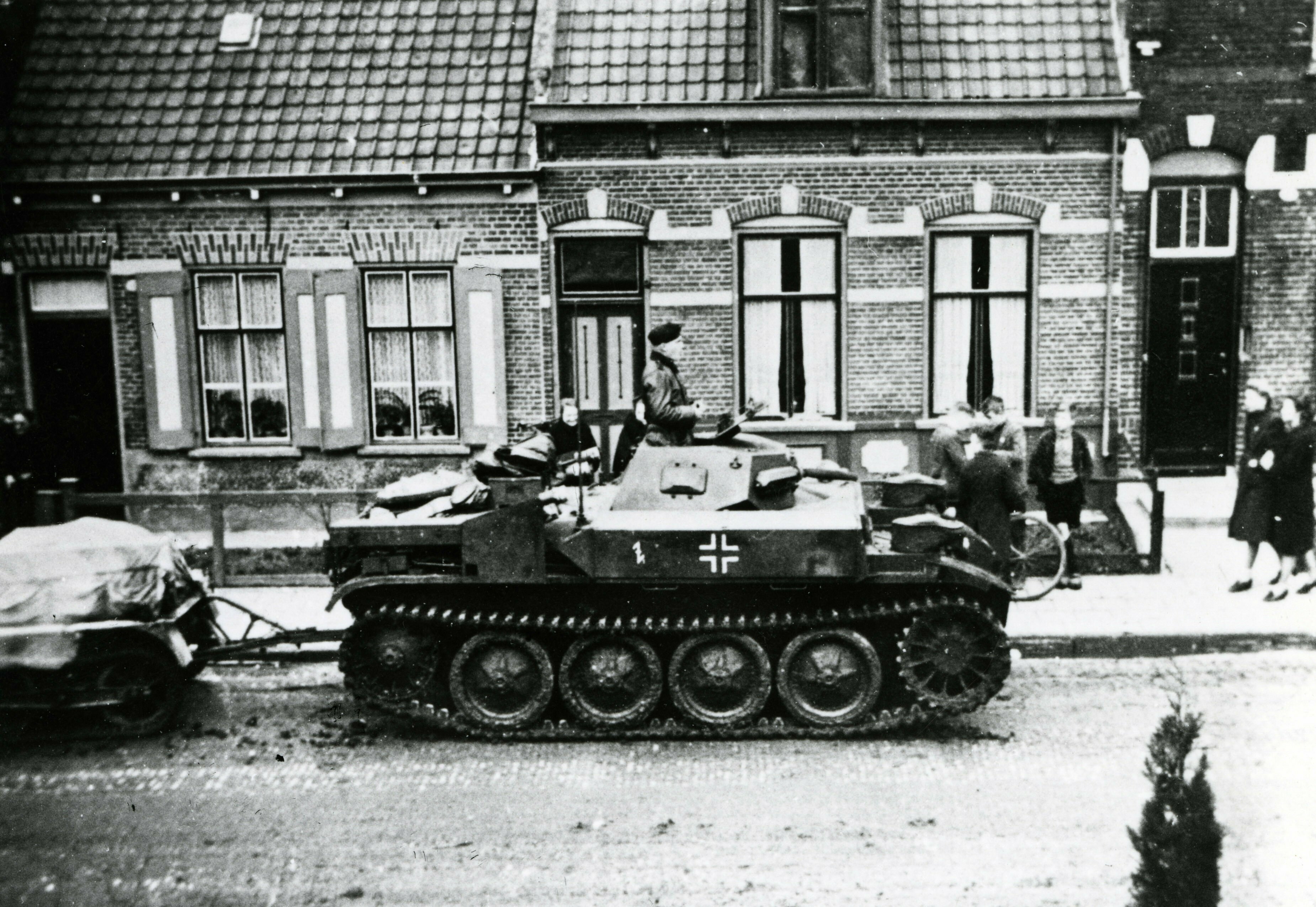
Ein auf dem Pz.Kfz. II D/E basierender Flammpanzer II in den Niederlanden.

#### Ausführung D/E (8./LaS 138)
1938 erhielt MAN den Auftrag, den Panzerkampfwagen II mit dem Ziel höherer Geschwindigkeit und Beweglichkeit zu überarbeiten. Das Ergebnis war der „Panzer II Ausführung D/E“, der als Schnellkampfwagen den leichten Divisionen zugeteilt und dort zum Straßentransport meistens auf Tiefladeanhänger verlastet wurde. Die größten Änderungen betrafen Wanne und Laufwerk: Motor und Getriebe wurden von der rechten Seite in die Fahrzeugmitte verlegt, das Laufwerk wurde auf Drehstabfederung mit vier großen doppelrädrigen Laufrollen je Seite umgestellt, die Panzerung betrug an der Turm- und Wannenfront jetzt 30 statt 15 mm. Trotz der Erhöhung des Gewichts auf 10 Tonnen betrug die Höchstgeschwindigkeit aufgrund des verbesserten Laufwerks 55 km/h. Von Oktober 1938 bis April 1939 wurden 43 Ausführung D hergestellt, im April 1940 wurden diese zum Umbau als Flammpanzer zurückgerufen und ab 1942 erneut umgebaut zu Marder II. Die Ausführung E unterschied sich von der Ausführung D durch die geschmierten Ketten, lediglich sieben Fahrgestelle wurden hergestellt.

### Sonstige Ausführungen

#### Schwimm-Panzerkampfwagen II
Schon im August 1938 wurde bei Krupp durch Wa Prüf 6 die Entwicklung einer Schwimmvorrichtung für Kampfwagen angefragt. Die Krupp Abteilung Wölfert hatte sich schon 1933 mit diesem Thema befasst und man meldete an Wa Prüf 6 zurück, dass man über Entwickler für dieses Thema verfügte. In den folgenden Monaten wurde Pläne für die Schwimmbarmachung des La.S.100 mittels Leichtmetall-Schwimmern erstellt. In Essen wurde ein Prototyp Versuchsausführung-Schwimmbarmachen La.S. 100 im Jahr 1940 gefertigt.

##### Schwimm-Pz.Kpfw. II alter Ausführung
Am 18. August 1940 wurde gemeldet, dass nunmehr 52 Schwimmpanzer II verteilt auf vier Spezial-Panzer-Abteilungen für das Unternehmen Seelöwe verfügbar wären. Die mit diesem Gerät ausgerüsteten Tauchpanzer-Abteilungen A, B, C und D waren am 18. Juli 1940 aufgestellt worden und waren nach Kriegsstärkenachweis 1171b gegliedert. Am 8. November 1940 wurde vom Chef Heeres-Rüstung und Befehlshaber des Ersatzheeres befohlen, die Panzer-Abteilungen dem Wehrkreis-Kommando IV zu überstellen und die Spezialausrüstung, also Schwimmer, Abdichtungen und Werkzeuge im Heeres-Zeugamt Magdeburg einzulagern. Die Abteilungen wurden dann in die 18. Panzer-Division eingegliedert.

##### Versuchsschwimmer neuer Bauart

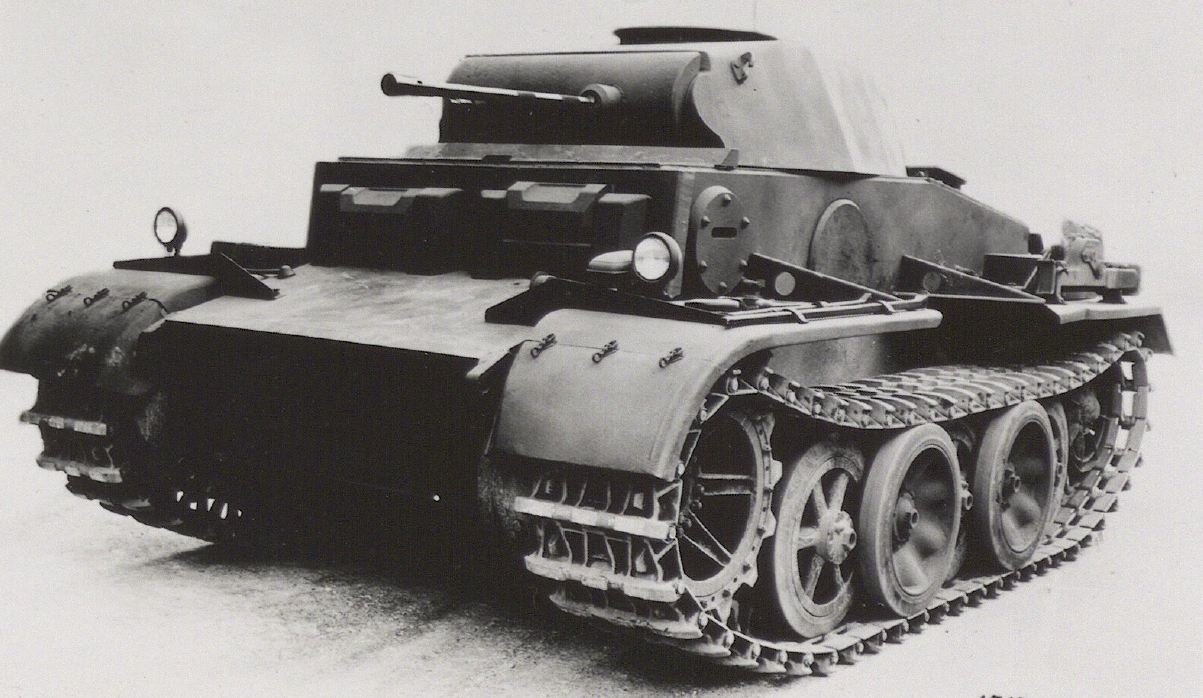
Pz.Kpfw. II Ausf. J

Damit war jedoch die Entwicklung für das Heeres-Waffenamt noch nicht abgeschlossen. Es wurde an einem neuen Typen dem Abwerfbaren Schwimmer für Panzerkampfwagen II (9to) gearbeitet. Hierbei waren die Firmen Alkett in Berlin, Bachmann in Ribnitz und Gebrüder Sachsenberg in Roslau mit der Entwurfsarbeit beauftragt worden. Zwei der nunmehr als Versuchsschwimmer neuer Bauart bezeichneten Geräte waren für Versuche ab dem 1. April 1941 geplant. Versuche mit den Pontons, in welche die Panzer mit den Spezialhalterungen einfahren konnten sind fotographisch belegt.

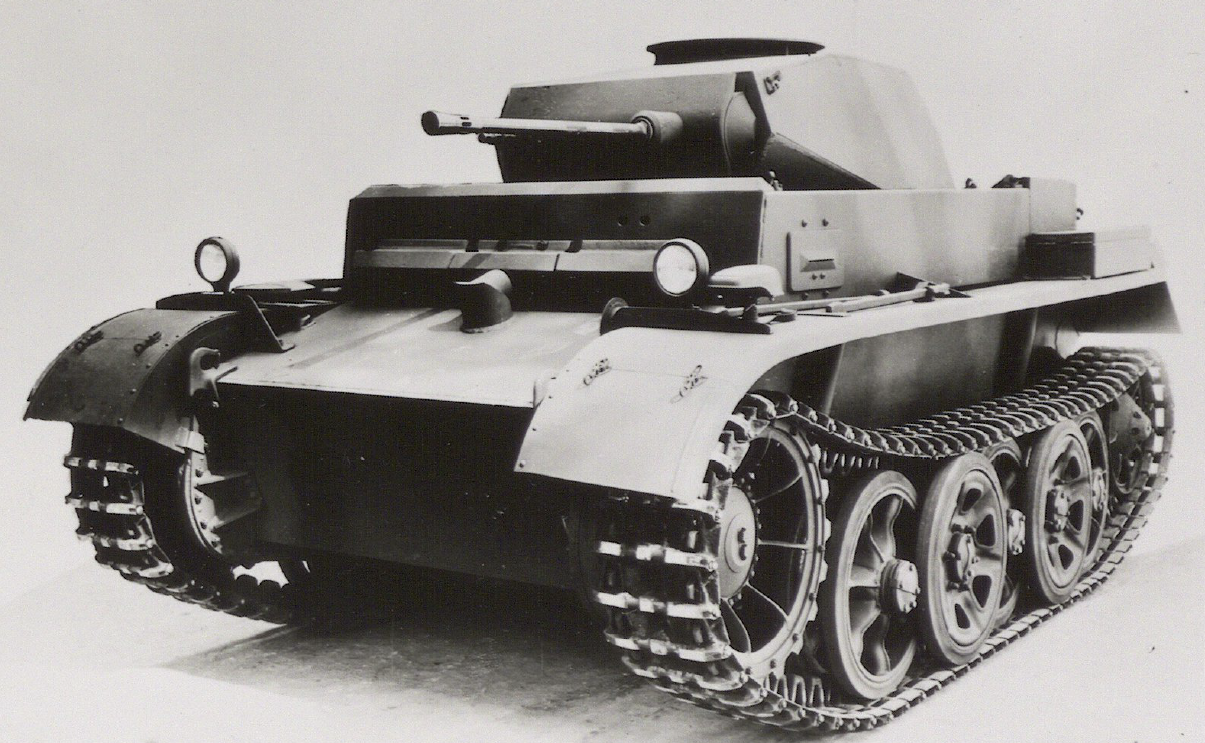
Pz.Kpfw. II Ausf. G

#### Ausführung G / VK 9.01
Bereits im Juni 1938 erging ein Auftrag an MAN und Daimler-Benz, aus dem Panzer II einen Aufklärungspanzer mit hoher Geschwindigkeit zu entwickeln. Das Ergebnis war der mit einem Schachtellaufwerk versehene VK 9.01, der mit einem 145-PS-Motor und einem Gesamtgewicht von 9,2 t eine Geschwindigkeit von 50 km/h erreichte. Die angestrebte Höchstgeschwindigkeit von 60 km/h wurde mit einem späteren 200-PS-Motor erlangt. Es ist unwahrscheinlich, dass die ab Oktober 1940 ausgelieferte Null-Serie von 45 Stück an die kämpfende Truppe abgegeben wurde. Die Bewaffnung bestand aus einem MG 141 (oder einer Einbauwaffe EW 141) im Kaliber 7,92 × 94 mm und einem koaxial montierten MG 34 im Kaliber 7,92 × 57 mm.

#### Ausführung H mit 2-cm-KwK 38 L/55 / VK 9.03
Eine Art Nachfolger stellte der VK 9.03 dar, von dem lediglich ein Prototyp gebaut wurde. Noch im Jahre 1941 wurde vom Allgemeinen Heeresamt ein Panzerkampfwagen in der 10-t-Klasse gefordert, der eine erhöhte Geschwindigkeit und verbesserte Panzerung aufweisen sollte. Ein Entwicklungsfahrgestell wurde im September 1941 von MAN ausgeliefert. Das 10,5 t schwere Fahrzeug erreichte mit einem 200 PS leistenden Sechszylinder-Maybach-Ottomotor eine Geschwindigkeit von 65 km/h. Das Fahrzeug war vorne 30 mm stark und seitlich und am Heck 20 mm stark gepanzert. Ansonsten unterschied sich das „Ausführung H“ genannte Fahrzeug äußerlich nicht von der Ausführung G. Die Bewaffnung bestand aus der 2-cm-KwK 38 L/55 und einem MG 34. Da das Fahrzeug zum voraussichtlichen Produktionsbeginn Mitte 1942 bereits überholt war, wurde das Projekt eingestellt.

#### Ausführung J / VK 16.01
Ende 1939 erfolgte ein weiterer Entwicklungsauftrag mit dem „Schwerpunkt stärkste Panzerung“, aus dem der VK 16.01 entstand. Die 80 mm starke Frontpanzerung und 50 mm starke Seitenpanzerung erhöhten das Gesamtgewicht auf knapp 18 Tonnen. Mit einem 150 PS starken Motor wurde eine Spitzengeschwindigkeit von 30 km/h erreicht. Wie auch die „Ausführung G“ hatte der Panzer ein Schachtellaufwerk und war mit der 2-cm-KwK 38 L/55 und einem MG 34 bewaffnet. Das erste Versuchsfahrgestell wurde von MAN im Juni 1940 fertiggestellt, die Nullserie von 30 Stück wurde 1941–1942 ausgeliefert, wobei nur eine geringe Anzahl im Kampf eingesetzt wurde. Sechs dieser Fahrzeuge waren nachweislich bei der Ordnungspolizei im Einsatz, unter anderem bei der 13. (verstärkten) Polizei-Panzer-Kompanie. Der Produktionsauftrag von 100 Stück wurde storniert. Einzelne Exemplare wurden zu Bergepanzern umgebaut.

#### Ausführung L „Luchs“ / VK 13.01 und VK 13.03

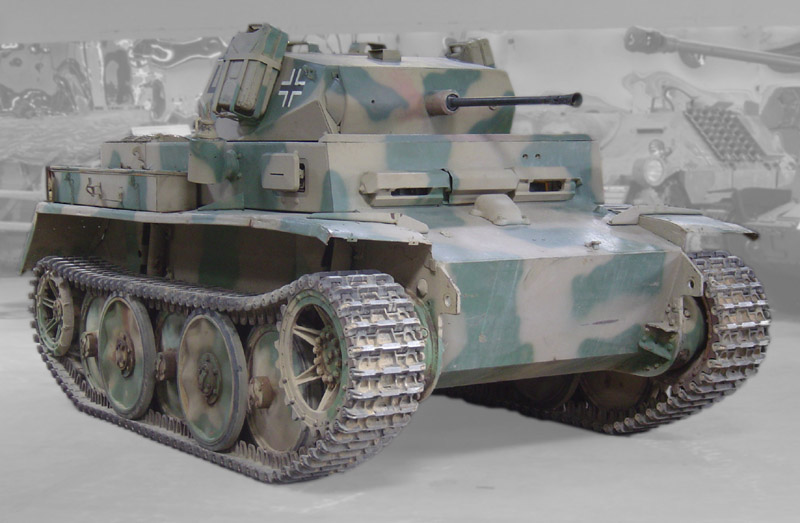
„Luchs“ mit 2-cm-KwK 38 (reiner Aufklärungspanzer)

Da die Geländebeschaffenheit besonders an der Ostfront den Einsatz von Radfahrzeugen zur Aufklärung erschwerte, besann man sich auf eine schon im September 1939 vom Heereswaffenamt erstmals erhobene Forderung, einen Aufklärungspanzer als Vollkettenfahrzeug zu schaffen. Auf Grundlage der mit den Ausführungen G und J gewonnenen Erfahrungen entstand daraufhin der VK 13.01, von dem ein Prototyp hergestellt wurde. Nach geringen Änderungen ging das nun VK 13.03 genannte Fahrzeug im September 1942 in Serienproduktion. Die Frontpanzerung betrug 30 mm, während die Seitenpanzerung 20 mm stark war. Die Besatzung bestand aus vier Mann. Das zwölf Tonnen schwere Fahrzeug erreichte mit einem 180 PS starken Benzinmotor eine für einen Spähpanzer vorteilhafte Höchstgeschwindigkeit von 60 km/h. Aufgrund der ausschließlichen Verwendung als Aufklärungsfahrzeug lautete die offizielle Bezeichnung „Panzer-Spähwagen II (Sd.Kfz. 123 mit 2-cm-KwK 38) Luchs“. Der Großserienauftrag umfasste 800 Stück, jedoch wurde die Produktion im Januar 1944 eingestellt. Bis dahin wurden 100 Fahrzeuge gefertigt und an die Aufklärungseinheiten der Panzerdivisionen übergeben.

#### Leopard / VK 16.02

VK 16.02 „Leopard“

Trotz der schwachen Kampfkraft war die Entwicklung der Baureihe immer noch nicht abgeschlossen, denn das Heereswaffenamt vergab an MIAG (Fahrgestell) und Daimler-Benz (Aufbau und Turm) den Auftrag, ein schweres Vollketten-Aufklärungsfahrzeug zu schaffen. Daraufhin wurde der offiziell als „Gefechtsfeldaufklärer VK 16.02“ bezeichnete Leopard entwickelt, der eine Turmpanzerung von 50 bis 80 mm und eine Wannenpanzerung von 20 bis 60 mm besaß. Bei einem Gewicht von etwa 26 Tonnen sollte ein 550 PS starker Ottomotor dem Panzer eine Höchstgeschwindigkeit von 60 km/h verleihen. Zur Produktion des Fahrzeuges kam es nicht, jedoch wurde der fertig konstruierte Turm für den Panzerspähwagen Sd.Kfz. 234/2 verwendet.

### Varianten

#### Panzerjäger Marder II

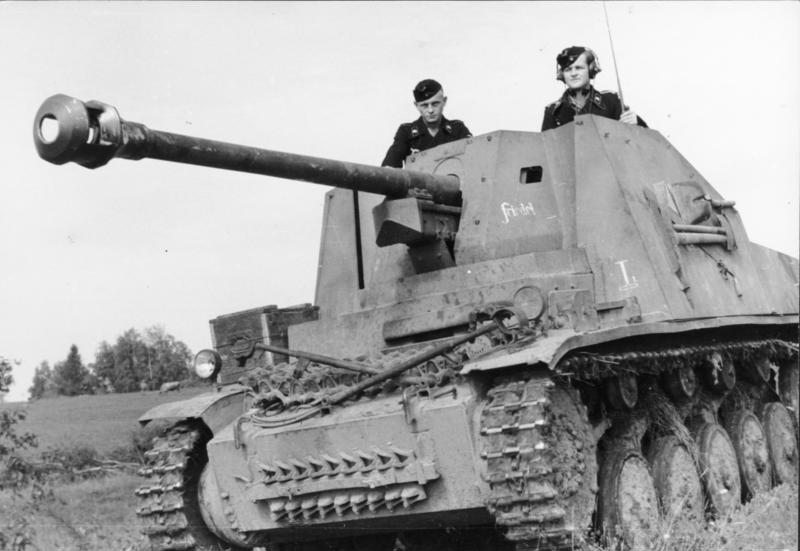
Der Marder II war eine erfolgreiche Übergangslösung

Da die Schwachpunkte der Baureihe sehr schnell zu Tage traten, wurde ein Teil der Chassis für verschiedene Selbstfahrlafetten verwendet, die sich in ihrem Aufgabengebiet größtenteils besser bewährten als der eigentliche Panzerkampfwagen. So erging Ende 1941 in Anbetracht der erkannten Defizite einer motorisierten Panzerabwehr der Auftrag, durch Umbau der Panzer-II-Fahrgestelle einen Panzerjäger zu schaffen, der mit der massenhaft erbeuteten 7,62-cm-Pak der Roten Armee ausgerüstet werden sollte. Von den Marder II genannten Fahrzeugen wurden bis Mai 1942 150 Stück ausgeliefert; 51 weitere Sd.Kfz. 132 sollten folgen, sobald wieder reparierte Fahrgestelle zur Verfügung standen. Die Bezeichnung Sd.Kfz. 131 erhielten die ab Juni 1942 ausgelieferten Fahrzeuge, die mit der deutschen PaK 40 ausgerüstet waren. Von diesem Typ wurden 576 neu gebaut und weitere 75 aus Panzer II umgebaut. Versuche mit der 5-cm-PaK 38, mit der zwei umgebaute Fahrzeuge im Januar 1942 an die Front gelangten, wurden wegen der zu geringen Durchschlagsleistung gegenüber dem T-34 nicht fortgeführt. Obwohl der Panzerjäger durch die 15 mm starken Schutzschilde nur schwach gepanzert war und einen oben offenen Kampfraum besaß, leistete er eine bedeutende Hilfe bei der Panzerabwehr auf dem östlichen Kriegsschauplatz.

#### Geschützwagen II
Eine weitere Selbstfahrlafette stellte das nur in wenigen Exemplaren gebaute Sd.Kfz. 121 dar, das auch Geschützwagen II genannt wurde. Das Fahrzeug war mit dem schweren Infanteriegeschütz 33 bewaffnet und wog zwölf Tonnen. Trotz des im Gegensatz zum Geschützwagen I relativ niedrigen Aufzuges war das Fahrgestell überlastet und bewährte sich nicht. Alle gebauten Fahrzeuge wurden dem Afrikakorps zugewiesen.

#### Panzerhaubitze Wespe

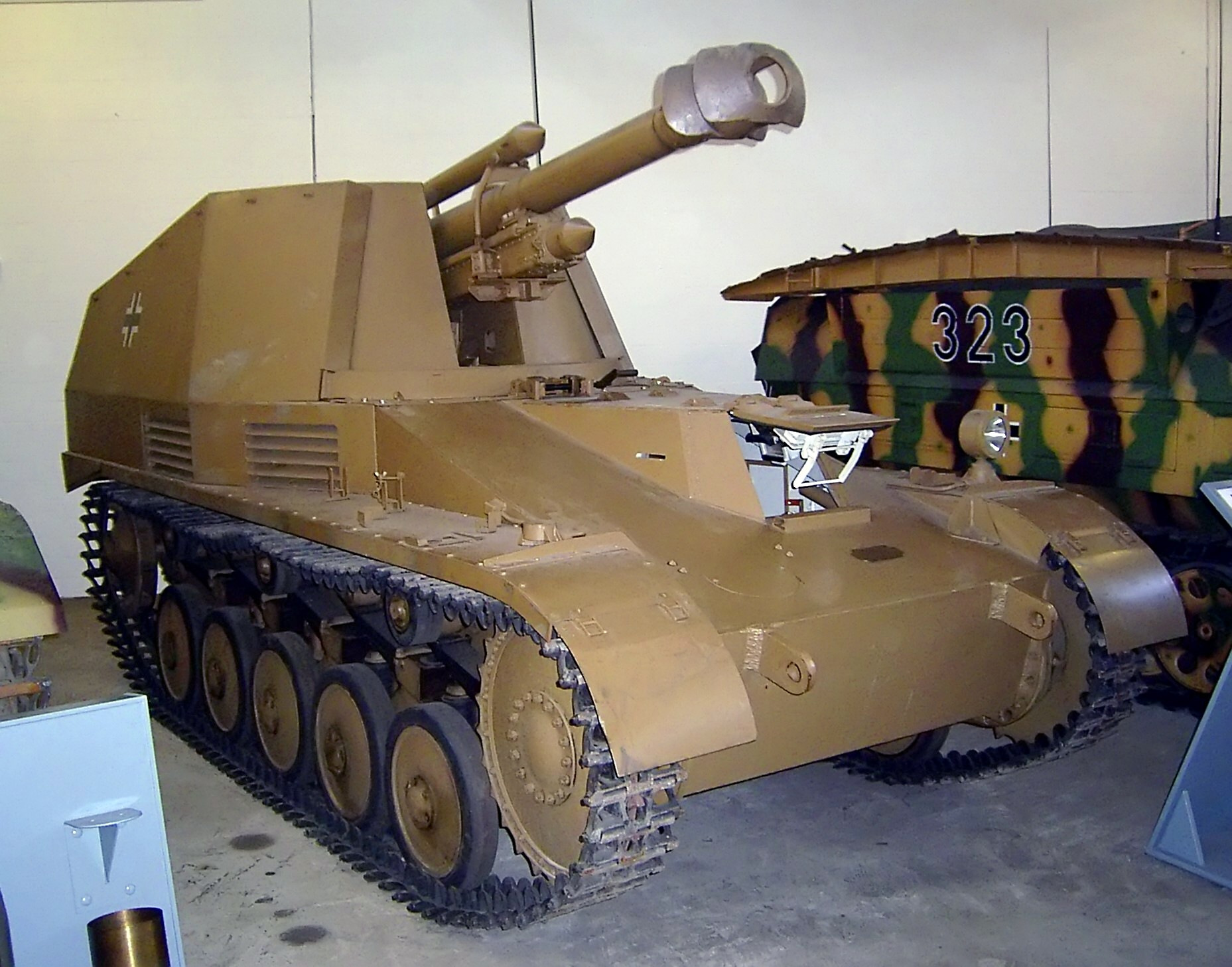
Panzerhaubitze Wespe

Die bekannteste Selbstfahrlafette auf dem Panzer-II-Fahrgestell war die Panzerhaubitze Wespe, die ihren ersten Einsatz beim Unternehmen Zitadelle erlebte. Das Fahrzeug war mit der leichten Feldhaubitze 10,5 cm bestückt, für die 32 Schuss Munition mitgeführt wurden. Der oben offene Kampfraum war rundherum durch 10 mm starke Schilde gepanzert. Das Kampfgewicht lag bei 11,5 t und die Besatzung bestand aus fünf Mann. Zusätzlich zu den 683 Exemplaren gab es noch 158 Munitionstransporter, die im Aufbau der Wespe dahingehend glichen, dass bei ihnen nur das Geschütz entfernt wurde. Bestückt mit 90 Schuss Munition konnten sie den Panzerhaubitzen ins Gefecht folgen. Außerdem war es möglich, den Munitionstransporter in eine Panzerhaubitze umzubauen, indem man das Geschütz aus einer beschädigten Wespe einbaute. Dieser Umbau konnte sogar im Feld vorgenommen werden.

#### Flammpanzer II „Flamingo“
Im Januar 1939 wurde an MAN und Wegmann ein Entwicklungsauftrag für einen leichten Flammenwerferpanzer erteilt. Im April 1942 befanden sich insgesamt 95 Stück des offiziell bezeichneten „PzKpfw II (Fl) (Sd.Kfz. 122)“ in den Panzer-Sonderformationen, wobei ein Teil aus der „Ausführung D/E“ umgebaut wurde. Der Flammpanzer II trug als Bewaffnung ein MG 34 in einem weitaus kleineren Turm sowie zwei leicht gepanzerte Flammenwerfer, die sich jeweils am vorderen Ende der Kettenabdeckbleche befanden. Die in einem Mini-Turm untergebrachten Flammenwerfer waren um 180° drehbar und bis 20° höhenverstellbar. Gespeist wurden sie durch einen jeweils dahinterliegenden und gepanzerten außenliegenden Treibstofftank mit je 160 Litern Fassungsvermögen. Damit konnten rund 80 Feuerstöße von zwei bis drei Sekunden Dauer bei einer Reichweite von 35 Meter abgegeben werden. Das meist als Flammmittel verwendete Petroleum wurde durch komprimierten Stickstoff ausgestoßen und mit einer Acetylenflamme entzündet. Gesteuert wurden die Flammenwerfer vom Kommandanten mithilfe von zwei Kurbeln am Armaturenbrett im Turm, die über Ketten die Spritzköpfe einzeln ausrichteten. Zur Errichtung einer Nebelbank befand sich im hinteren Bereich der Kettenabdeckung je eine Gruppe von drei Nebeltöpfen. Das Flammenwerfer-System war einfach und zuverlässig; der Panzerkampfwagen II galt als bewährter Flammpanzer. Wegen seiner leichten Panzerung war der „Flamingo“ bei Beschuss anfällig.

## Technik

### Technische Beschreibung

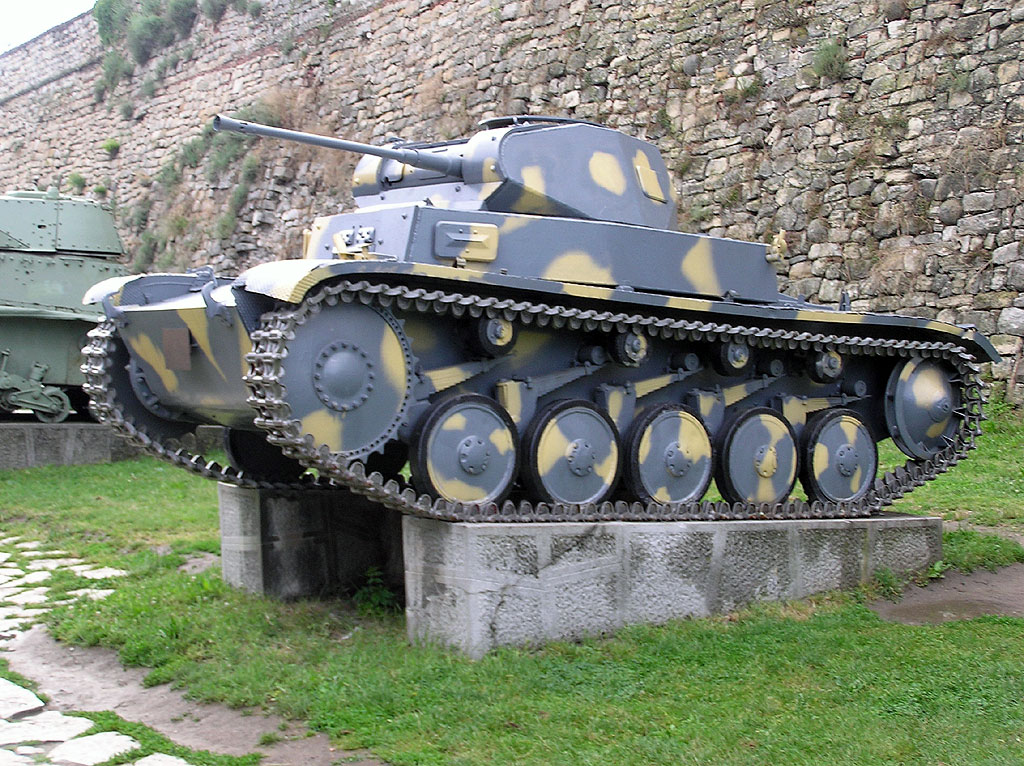
Die Standardausführung hatte fünf an Viertelfedern aufgehängte Laufrollen und eine gerade Bugplatte

Die Standardausführung hatte ein Gewicht von 8,9 Tonnen und eine Panzerung von rundherum 15 mm. Der 140 PS leistende wassergekühlte Ottomotor befand sich rechts versetzt im Heck und wirkte über eine Kardanwelle und eine Scheibenkupplung auf das ebenfalls nach rechts versetzte und sich im Fahrerraum befindende nichtsynchronisierte Sechsgang-Schubgetriebe von ZF. Von dort verlief der Kraftfluss über ein Kupplungslenkgetriebe an die vorne liegenden Kettenantriebsräder. Das Laufwerk bestand aus fünf an Viertelfedern aufgehängten Laufrollen und vier Stützrollen.
Die dreiköpfige Besatzung bestand aus dem Kommandanten, einem Fahrer und einem Funker. Der Fahrer saß vorne links und konnte durch eine sich vor ihm befindende Sichtklappe herausschauen, die durch einen herausnehmbaren Glasblock geschützt war. Zusätzlich gab es noch links und rechts jeweils einen mittels Schutzklappe zu verschließenden Sehschlitz. Dem Funker, der auf dem Rumpfboden im rückwärtigen Teil des Innenraumes saß, stand ein Sehschlitz am Heckaufbau zur Verfügung. Seine Einstiegsluke befand sich hinter dem Turm neben dem Motor. Der Kommandant saß im bodenlosen Turm auf einem abgehängten und der Turmbewegung folgenden Sitz. Ihm standen zwei Sehschlitze links, einer rechts und einer hinten zur Verfügung. Die zweiteilige Einstiegsluke wurde ab 1940 durch eine Kommandantenkuppel mit acht Winkelspiegeln und einer einteiligen Klappe ersetzt. Der geschweißte Turm wurde manuell mittels einer Klauenkupplung geschwenkt. Die sich links befindende 2-cm-KwK-30 wurde durch einen Abzug am Höhenrichtrad (links) und das MG 34 durch einen Abzug am Schwenkrad (rechts) bedient. Für die 63 kg wiegende Maschinenkanone wurden 18 Magazine mitgeführt, die jeweils zehn Geschosse fassten. Das 11,6 kg schwere Maschinengewehr wurde mit einem 150 Schuss fassenden Metallpatronengurt geladen, von denen sich 17 an Bord befanden. Für das Zielen stand ein TZF-4-Zielfernrohr mit 2,5-facher Vergrößerung zur Verfügung, wobei die Waffen unter Umständen auch mittels einer Aussparung in der Geschützblende behelfsmäßig gerichtet werden konnten. Zur Erzeugung einer Nebelwand befanden sich fünf Nebelkerzen an der Rückseite des Panzers, die mittels einer gespannten Feder herauskatapultiert wurden. Die entstörte Funkanlage bestand aus zwei Empfängern, einem Sender und einer sich links hinten am Aufbau befindenden und von innen einziehbaren 2 Meter langen Stabantenne. Alle drei Besatzungsmitglieder verfügten über Mikrofon und Kopfhörer. Die Anlage konnte aber nicht zur internen Kommunikation genutzt werden, so dass die Verständigung zwischen Fahrer und Kommandant über ein Hörrohr erfolgen musste.

### Technische Daten

Panzerkampfwagen II Ausf. c

| Technische Daten der Versionen des Panzerkampfwagen II |                                                        |                                                         |                                                         |                                                         |                                                       |
|                                                        | Ausf. a1/a2/a3                                         | Ausf. A, B, C                                           | Ausf. D/E                                               | Ausf. F                                                 | Luchs                                                 |
| Allgemeine Eigenschaften                               |                                                        |                                                         |                                                         |                                                         |                                                       |
| Gewicht                                                | 7,6 t                                                  | 8,9 t                                                   | 10 t                                                    | 9,5 t                                                   | 11,8 t                                                |
| Länge                                                  | 4,38 m                                                 | 4,81 m                                                  | 4,63 m                                                  | 4,81 m                                                  | 4,63 m                                                |
| Breite                                                 | 2,14 m                                                 | 2,22 m                                                  | 2,30 m                                                  | 2,28 m                                                  | 2,49 m                                                |
| Höhe                                                   | 1,95 m                                                 | 1,99 m                                                  | 2,02 m                                                  | 2,02 m                                                  | 2,13 m                                                |
| Besatzung                                              | 3                                                      | 3                                                       | 3                                                       | 3                                                       | 4                                                     |
| Baujahr                                                | 1935–1937                                              | 1937–1940                                               | 1938–1939                                               | 1941–1942                                               | 1942–1943                                             |
| Stückzahl                                              | 100                                                    | 1113                                                    | 50                                                      | 525                                                     | 131                                                   |
| Bewaffnung                                             | 1 × MG 34 (7,92 mm) 1 × 2-cm-KwK 30 L/55               | 1 × MG 34 (7,92 mm) 1 × 2-cm-KwK 30 L/55                | 1 × MG 34 (7,92 mm) 1 × 2-cm-KwK 30 L/55                | 1 × MG 34 (7,92 mm) 1 × 2-cm-KwK 30 L/55                | 1 × MG 34 (7,92 mm) 1 × 2-cm-KwK 38 L/55              |
| Schuss / Min (KwK)                                     | 600/280                                                | 600/280                                                 | 600/280                                                 | 600/280                                                 | 680/480                                               |
| V 0 m / s (KwK)                                        | 800–900                                                | 800–900                                                 | 800–900                                                 | 800–900                                                 | 800–900                                               |
| Munitionsvorrat                                        | MG = 2550 Schuss KwK = 180 Schuss                      | MG = 2550 Schuss KwK = 180 Schuss                       | MG = 1425 Schuss KwK = 180 Schuss                       | MG = 2550 Schuss KwK = 180 Schuss                       | MG = 2550 Schuss KwK = 330 Schuss                     |
| Panzerung                                              |                                                        |                                                         |                                                         |                                                         |                                                       |
| Wanne Front                                            | 13 mm / gewölbt                                        | 14,5 mm / 58 bzw. 90°                                   | 30 mm / 58 bzw. 90°                                     | 35 bzw. 30 mm 77 bzw. 80°                               | 30 bzw. 20 mm 65 bzw. 80°                             |
| Wanne Seite                                            | 13 mm / 90°                                            | 14,5 mm / 90°                                           | 14,5 mm / 90°                                           | 20 mm / 90°                                             | 20 mm / 90°                                           |
| Wanne Heck                                             | 13 mm / 90°                                            | 14,5 mm / 90°                                           | 14,5 mm / 90°                                           | 14,5 mm / 90°                                           | 20 mm / 60°                                           |
| Wanne Decke                                            | 10 mm                                                  | 14,5 mm                                                 | 14,5 mm                                                 | 14,5 mm                                                 | 13 mm                                                 |
| Wanne Boden                                            | 5 mm                                                   | 5 mm                                                    | 5 mm                                                    | 5 mm                                                    | 10 mm                                                 |
| Turmfront                                              | 15 mm / gewölbt                                        | 15 mm / gewölbt                                         | 30 mm / gewölbt                                         | 30 mm / gewölbt                                         | 30 mm / 80°                                           |
| Turmseite                                              | 13 mm / 67°                                            | 14,5 mm / 67°                                           | 14,5 mm / 67°                                           | 15 mm / 68°                                             | 15 mm / 70°                                           |
| Turmheck                                               | 13 mm / 70°                                            | 14,5 mm / 70°                                           | 14,5 mm / 70°                                           | 14,5 mm / 70°                                           | 20 mm / 70°                                           |
| Turmdecke                                              | 8 mm                                                   | 10 mm                                                   | 10 mm                                                   | 10 mm                                                   | 13 mm                                                 |
| Beweglichkeit                                          |                                                        |                                                         |                                                         |                                                         |                                                       |
| Motor                                                  | Maybach HL 57 TR Sechszylinder-Ottomotor wassergekühlt | Maybach HL 62 TRM Sechszylinder-Ottomotor wassergekühlt | Maybach HL 62 TRM Sechszylinder-Ottomotor wassergekühlt | Maybach HL 62 TRM Sechszylinder-Ottomotor wassergekühlt | Maybach HL 66 P Sechszylinder-Ottomotor wassergekühlt |
| Leistung                                               | 130 PS (96 kW) bei 2600/min                            | 140 PS (103 kW) bei 2600/min                            | 140 PS (103 kW) bei 2600/min                            | 140 PS (103 kW) bei 2600/min                            | 180 PS (132 kW) bei 3200/min                          |
| Hubraum                                                | 5698 cm³                                               | 6191 cm³                                                | 6191 cm³                                                | 6191 cm³                                                | 6750 cm³                                              |
| Gänge (V / R)                                          | 6 / 1                                                  | 6 / 1                                                   | 6 / 1                                                   | 6 / 1                                                   | 6 / 1                                                 |
| Gewichtsbezogene Leistung                              | 17,1 PS/t                                              | 15,7 PS/t                                               | 14,0 PS/t                                               | 14,7 PS/t                                               | 15,2 PS/t                                             |
| Höchstgeschwindigkeit                                  | 40 km/h                                                | 40 km/h                                                 | 55 km/h                                                 | 40 km/h                                                 | 60 km/h                                               |
| Kraftstoffvorrat                                       | 170 l                                                  | 170 l                                                   | 200 l                                                   | 170 l                                                   | 236 l                                                 |
| Fahrbereich                                            | 200 km (Straße) 130 (Gelände)                          | 200 km (Straße) 130 (Gelände)                           | 200 km (Straße) 130 (Gelände)                           | 200 km (Straße) 100 (Gelände)                           | 150 km (Straße) 150 (Gelände)                         |
| Kettenbreite                                           | 30 cm                                                  | 30 cm                                                   | 30 cm                                                   | 30 cm                                                   | 36 cm                                                 |